# Haliplus guttatus
Haliplus guttatus is een keversoort uit de familie watertreders (Haliplidae). De wetenschappelijke naam van de soort is voor het eerst geldig gepubliceerd in 1836 door Aubé.